# Lauritz Rasmussen (virksomhed)
 For alternative betydninger, se Lauritz Rasmussen (flertydig). (Se også artikler, som begynder med Lauritz Rasmussen)
Lauritz Rasmussen, kgl. hof-broncestøber var et dansk bronzestøberi grundlagt i 1854 af Lauritz Rasmussen (1824-1893), derefter overtaget af hans søn, Carl Rasmussen (1863-1936) og Herman Rasmussen, som dog udtrådte i 1900. I 1920 blev Carl Rasmussens søn, Poul Lauritz Rasmussen (1897-1980), optaget som medindehaver. Efter Carl Rasmussens død fortsattes firmaet af Poul Lauritz Rasmussen som eneindehaver, indtil han i 1945 optog sin søn, H. Lauritz Rasmussen (1921-). I 1887 fik forretningen prædikat af kongelig hofleverandør.
Lauritz Rasmussen løste den 2. november 1854 borgerskab som zink- og metalstøber og åbnede sin forretning i Åbenrå 22, hjørnet af Hauser Plads, i København. I 1857 flyttedes virksomheden fra Åbenrå til Sankt Annæ Gade 34 på Christianshavn, hjørnet af Amagergade. Efter 8 år på dette sted flyttede Lauritz Rasmussen sit hjem og sin virksomhed til Læssøesgade 17 på Nørrebro, som han overtog fra en anden bronzestøber, Thomsen. Omkring 1880 indrettede han et udsalg i Nørre Voldgade 78, som blev suppleret med endnu et værksted. Det lukkede han dog igen i 1888 og samlede atter forretningen i Læssøesgade.
Virksomheden lå fra 1896 i nye bygninger i Rådmandsgade 16. Den lukkede i 1967.
Af eksempler på værker kan nævnes F.E. Rings frontongruppe til Det Kongelige Teater, syv af statuerne til Frederikskirkens (Marmorkirkens) tag, Vilhelm Bissens Athena-gruppe over Blegdamshospitalets hovedportal, Tycho Brahes statue ved Københavns Universitets Observatorium og Rudolph Tegners Mod Lyset.